# Islais
L'islais est une variété de poitevin principalement parlée sur l'île d'Yeu et par conséquent dans son unique commune de L'Île-d'Yeu.

## Exemples lexicaux
| Islais    | Français    |
| --------- | ----------- |
| bafouette | « ressac »  |
| raie      | « anse »    |
| viroux    | « vertige » |